# Lissocarcinus
Genre
Synonymes
- Assecla Streets, 1876[2]

Lissocarcinus est un genre de crabes de la famille des Portunidae. Ces crabes sont souvent des symbiotes d'animaux plus grands (cnidaires, échinodermes…). 

## Liste des espèces
Selon World Register of Marine Species (31 août 2015) :
- Lissocarcinus arkati Kemp, 1923
- Lissocarcinus boholensis Semper, 1880
- Lissocarcinus echinodisci Derijard, 1968
- Lissocarcinus elegans Boone, 1934
- Lissocarcinus holothuricola (Streets, 1877)
- Lissocarcinus laevis Miers, 1886
- Lissocarcinus orbicularis Dana, 1852
- Lissocarcinus ornatus Chopra, 1931
- Lissocarcinus polybiodes Adams & White, 1849

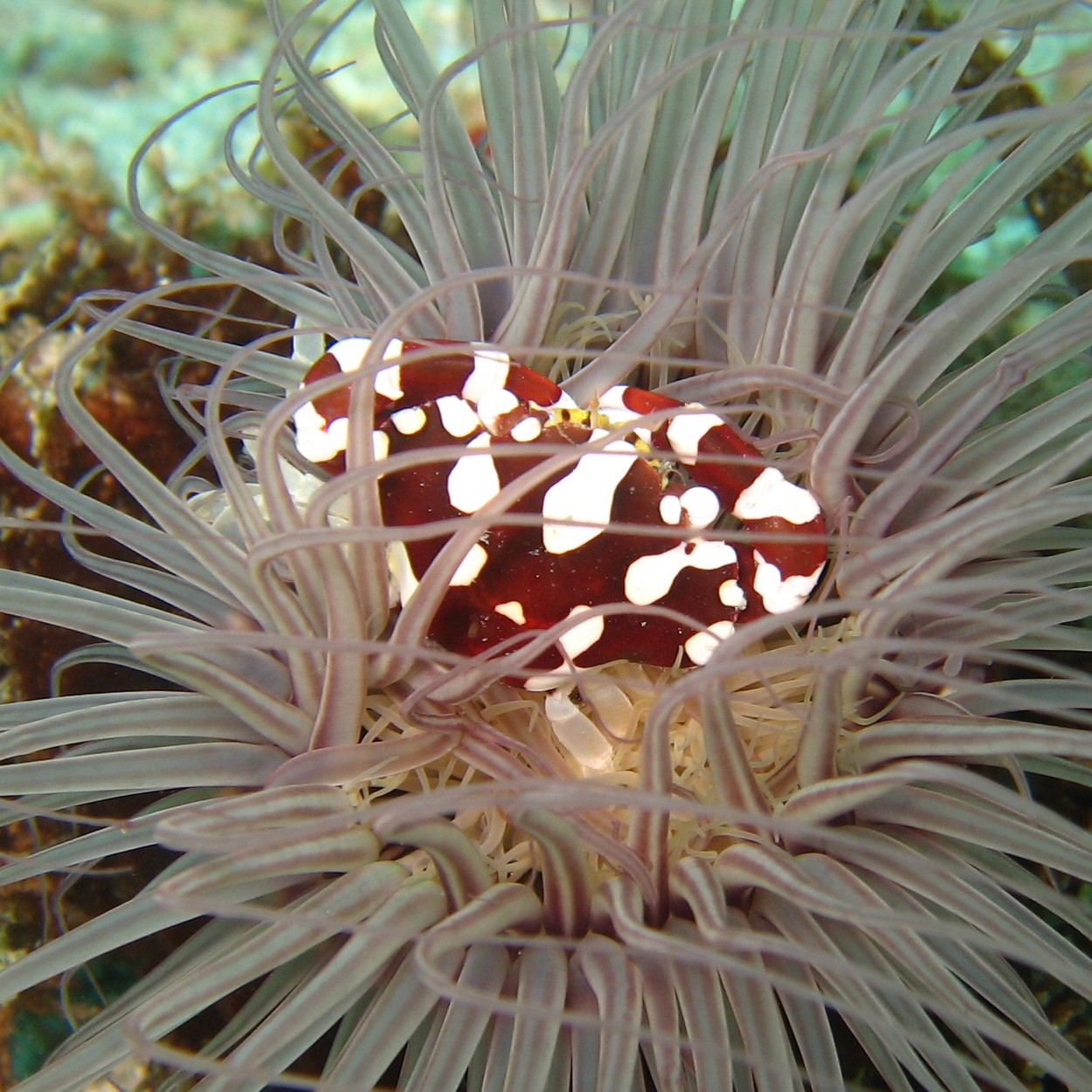
Lissocarcinus laevis
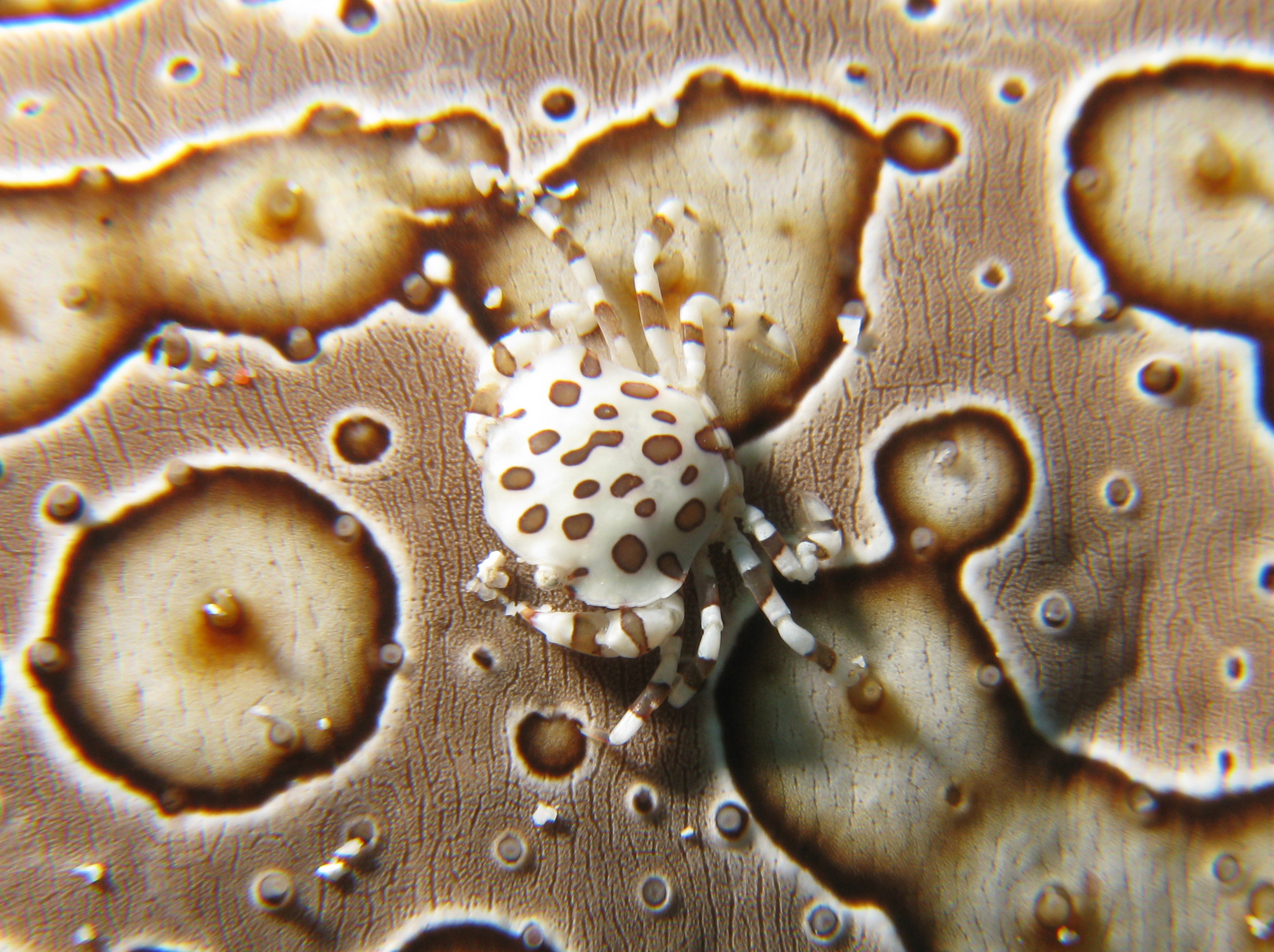
Lissocarcinus orbicularis